# Суперкубок Андорри з футболу 2014
Суперкубок Андорри з футболу 2014 — 12-й розіграш турніру. Матч відбувся 14 вересня 2014 року між чемпіоном Андорри клубом Санта-Колома та володарем кубка Андорри клубом Сан-Жулія. 
| Володар Суперкубка Андорри 2014 |
| ------------------------------- |
|                                 |
| Сан-Жулія П'ятий титул          |

## Матч

### Деталі
| 14 вересня 2014 17:00 (CET) |

| Санта-Колома | 0:1 дч   | Сан-Жулія |
| ------------ | -------- | --------- |
|              | Протокол |           |

| Комуналь д'Айшовалль, Айшовалль |